# Strade statali in Italia (700-799)
- Alcune strade statali ricalcano il percorso di vie consolari romane: sono evidenziate in arancione pallido.

- Altre strade, invece, sono state dismesse dall'ANAS in periodi antecedenti al decreto legislativo n. 112 del 1998 (declassate o cedute a stati confinanti in seguito alla Seconda guerra mondiale): sono evidenziate in verde spento.

- Le strade che, attualmente, non fanno più parte dell'ANAS ma che sono gestite da regioni o province sono contrassegnate dalla dicitura ex davanti al simbolo; c'è però da tenere presente che, per quasi tutte le strade, l'attuale competenza ANAS è ridotta rispetto alla lunghezza originale dell'arteria stessa: le strade che sono in parte gestite dall'ANAS e in parte da altri enti non sono contrassegnate dalla scritta ex.

| Numerazione | Denominazione                                         | Lunghezza (km) | Percorso | Periodo   | Localizzazione |
| ----------- | ----------------------------------------------------- | --- | --- | --------- | -------------- |
|             | della Reggia di Caserta                               | 16,500 | Innesto con la ex SS 265 presso Maddaloni - Svincolo autostradale A1 di Santa Maria Capua Vetere | 2010-     | Campania       |
|             | del Nucleo Industriale di Rieti                       | 2,200 | Innesto con la SS 4 presso Rieti - Nucleo Industriale di Rieti | 2011-     | Lazio          |
|             | Tangenziale Ovest di Bra                              | 7,123 | Innesto con la ex SS 661 presso Madonna dei Monti - Innesto con la SS 231 presso Roreto di Cherasco | 2011-     | Piemonte       |
|             | Tangenziale Est di Novara                             | 16,230 | Innesto con la SS 32 presso Argine - Innesto con la ex SS 11 presso Novara | 2011-     | Piemonte       |
|             | Tangenziale di Mondovì                                | 9,300 | Innesto con la ex SS 28 dir presso il casello di Mondovì dell'A6 - Innesto con la SP 5 | 2011-     | Piemonte       |
|             | di Cuneo                                              | 4,640 | Innesto con la ex SS 22 presso Cuneo - Innesto con la SP 21 presso Cuneo | 2011-     | Piemonte       |
|             | di Cuneo                                              | 0,730 | Innesto con la ex SS 22 presso Cuneo - Innesto con la SS 705 presso Cuneo | 2011-     | Piemonte       |
|             | Tangenziale Est di Asti                               | 6,700 | Innesto con la SS 231 presso Asti - Innesto con la ex SS 457 presso Portacomaro | 2011-     | Piemonte       |
|             | Raccordo Gazzada-Varese                               | 4,500 | Svincolo dell'A8 - Varese | 2011-     | Lombardia      |
|             | Raccordo di Brogeda                                   | 1,400 | Como - Innesto A9 presso Como | 2011-     | Lombardia      |
|             | Tangenziale di Termoli                                | 12,450 | Innesto con la SS 16 al km 535+215 presso Termoli - Innesto con la SS 87 al km 219+400 presso Termoli | 2011-     | Molise         |
|             | Tangenziale Est di Campobasso                         | 7,600 | Innesto con la SS 87 a S. Vito (Campobasso) - Innesto con la SS 647 dir/B (km 5+500) | 2011-     | Molise         |
|             | Tangenziale Ovest di Campobasso                       | 2,440 | Innesto con la SS 710 presso S. Vito (Campobasso) - Innesto con la SS 751 | 2011-     | Molise         |
|             | Tangenziale Est di Varese                             | 3,450 | 1º tronco: Rotonda di Vedano Olona - Varese | 2011-     | Lombardia      |
| 4,771       | Tangenziale Est di Varese                             | 2º tronco: Varese - Innesto con la SS 233                                                                                         | | 2011-     | Lombardia      |
|             | Trasversale delle Serre                               | 2,065 | 1º tronco: Innesto nuovo ponte Scornari - Svincolo con la SP per Vazzano | 2012-     | Calabria       |
| 18,960      | Trasversale delle Serre                               | 2º tronco: Innesto con la SS 182 presso Bivio Montecucco - Svincolo per Gagliato                                                  | | 2012-     | Calabria       |
|             | di Serra San Bruno                                    | 6,864 | Innesto con la SS 713 (3° tronco) presso Pietrebianche - Innesto con la SS 182 (km 48+500) presso Croce Ferrata | 2012-     | Calabria       |
|             | di Serra San Bruno                                    | 0,536 | Innesto con la SS 713 dir presso Serra San Bruno - Innesto con la ex SS 110 presso Serra San Bruno | 2012-     | Calabria       |
|             | Tangenziale di Pescara                                | 20,600 | Innesto con la SP 25 per Montesilvano Colle - Innesto con la ex SS 263 allo svincolo di Foro (Francavilla al Mare) | 2012-     | Abruzzo        |
|             | Tangenziale di Pescara                                | 1,200 | Innesto con la SS 714 presso Montesilvano Colle - Innesto con la SS 16 presso Montesilvano Marina | 2012-     | Abruzzo        |
|             | Tangenziale di Pescara                                | 1,600 | Innesto con la SS 16 (km 454+830) a Pescara - Innesto con la SS 714 a Pescara | 2012-     | Abruzzo        |
|             | Tangenziale di Pescara                                | 1,033 | Svincolo con l'A14 presso Francavilla al Mare - Innesto con la SS 714 in località Foro Morto | 2012-     | Abruzzo        |
|             | Siena-Bettolle                                        | 44,060 | Innesto con la SS 223 presso Siena Sud - Colonna del Grillo - Innesto con RA6 presso Bettolle | 2010-     | Toscana        |
|             | Raccordo di Pistoia                                   | 5,080 | Innesto su SS 64 a nord di Pistoia - Svincolo A11 a sud di Pistoia | 2010-     | Toscana        |
|             | Raccordo di Pistoia                                   | 1,840 | Svincolo con la SS 716 - Innesto con la SS 66 (Km 40+470) | 2019-     | Toscana        |
|             | di Villanova di Albenga                               | 6,986 | Innesto con la ex SS 582 presso Albenga - Innesto con la SP 6 in località Villanova d'Albenga | 2014-     | Liguria        |
|             | di Sanremo                                            | 3,355 | Imbocco est galleria Villetta - Sanremo Centro | 2014-     | Liguria        |
|             | Prato-Pistoia già Declassata di Prato                 | 23,650 | Casello A1 di Calenzano-Sesto Fiorentino - Innesto con la SS 716 presso Pistoia | 2018-     | Toscana        |
|             | Variante di Taggia                                    | 1,500 | Innesto con la ex SS 548 - Galleria Bissana | 2014-     | Liguria        |
|             | dell'Aeroporto Tito Minniti                           | 1,404 | Innesto con la ex SS 106 ter presso lo svincolo Malderiti - Aeroporto Tito Minniti | 2012-     | Calabria       |
|             | Tangenziale di Reggio Emilia                          | 9,080 | Innesto con la SS 9 (km 170+100) a est di Reggio Emilia - Rotatoria con Viale Martiri di Piazza Tien An Men | 2013-     | Emilia-Romagna |
|             | Tangenziale di Reggio Emilia                          | 9,250 | Innesto con la SS 722 - Innesto con la rotatoria SP 25 (Località Canali) | 2021-     | Emilia-Romagna |
|             | Tangenziale Ovest di Ferrara già di Ferrara           | 8,000 | Innesto con la rotatoria con SP 19 e via Michelini - Rotatoria di via Wagner con la SS 723 dir - Innesto con la complanare Sud dello svincolo con RA 8                                                                                       | 2013-     | Emilia-Romagna |
|             | Tangenziale Ovest di Ferrara                          | 0,800 | Svincolo di via Ferraresi con via Beethoven - Rotatoria di via Wagner con la SS 723 | 2013-     | Emilia-Romagna |
|             | Tangenziale Nord di Modena e diramazione per Sassuolo | 19,200 | Svincolo con la SS 12 a nord di Modena - Innesto con la SS 9 a Modena - Svincolo con la S.C. via Giardini - Innesto con la SP per Baggiovara - Innesto con la ex SS 486 - Innesto con la rotatoria via Ghiarola Nuova e via Ghiarola Vecchia | 2013-     | Emilia-Romagna |
|             | Tangenziale Sud di Modena                             | 5,000 | Svincolo con la SS 724 (km 9+100) - Svincolo con la SS 12 (km 172+800) | 2013-     | Emilia-Romagna |
|             | Tangenziale di Modena                                 | 6,500 | Innesto con la SS 12 - Innesto con la SS 724 (km 0+000) | 2021-     | Emilia-Romagna |
|             | Tangenziale di Piacenza                               | 7,210 | Casello di Piacenza sud con l'A21 - Rotatoria con la SS 45 (km 135+600) | 2013-     | Emilia-Romagna |
|             | Tangenziale di Cesena                                 | 9,470 | Innesto con la SS 9 (km 22+500) presso Cesena - Innesto con la SS 3 bis (km 225+445) presso Cesena | 2013-     | Emilia-Romagna |
|             | Tangenziale di Forlì                                  | 7,285 | Innesto con la SS 9 (km 51+720) - Rotatoria con le vie comunali Ravegnana e Solombrini - Svincolo con la SS 727 bis | 2013-     | Emilia-Romagna |
|             | Tangenziale di Forlì                                  | 7,962 | Innesto con viabilità comunale presso lo svincolo dell'A14 - Rotatoria con le vie comunali Golfarelli, Romagnoli e Mattei - Rotatoria con Via Antonio Placucci                                                                               | 2013-     | Emilia-Romagna |
|             | di Pantano                                            | 20,642 | Svincolo di Pierantonio con la SS 3 bis - Svincolo di Mantignana con l'RA 6 | 2018-     | Umbria         |
|             | Sassari-Olbia                                         | 11,770 | 1° tronco: Innesto con la SS 131 (km 192+700) presso Florinas - Innesto con la SS 597 (Km 16+500) presso lo svincolo di Ardara | 2016-     | Sardegna       |
| 11,900      | Sassari-Olbia                                         | 2° tronco: Innesto con la SS 597 (km 29+142) - Innesto con la SS 597 (km 41+127)                                                  | | 2016-     | Sardegna       |
| 18,112      | Sassari-Olbia                                         | 3° tronco: Innesto con la SS 597 (km 66+365) - Innesto con la ex SS 125 presso Aeroporto di Olbia-Costa Smeralda                  | | 2016-     | Sardegna       |
|             | del Nucleo Industriale di Monterotondo                | 2,615 | Innesto con la SP 15/a - Nucleo Industriale di Monterotondo | 2012-     | Lazio          |
|             | Bretella di Castellammare del Golfo                   | 3,300 | Svincolo con l'A29 presso Castellammare del Golfo - Castellammare del Golfo | 2013-     | Sicilia        |
|             | Bretella di Alcamo Est                                | 2,000 | Svincolo A29 di Alcamo Est - Innesto con la SP 55 presso Alcamo | 2013-     | Sicilia        |
|             | Bretella di Alcamo Ovest                              | 2,000 | Svincolo con l'A29 di Alcamo Ovest - Innesto con la SS 113 presso Alcamo | 2013-     | Sicilia        |
|             | di Petina                                             | 1,841 | Svincolo di Petina con l'A2 - Innesto con la SS 19 (km 41+900) | 2015-     | Campania       |
|             | di Morano Calabro                                     | 5,048 | Svincolo di Morano Calabro-Castrovillari con l'A3 - Innesto con la SP 241 (km 40+000) | 2015-2018 | Calabria       |
|             | di Cosenza                                            | 0,693 | Svincolo di Cosenza dell'A2 - Piazza Maestri del Lavoro | 2015-     | Calabria       |
|             | di Scilla                                             | 1,554 | Svincolo di Scilla con l'A2 - Innesto con la SS 18 (km 511+150) | 2015-     | Calabria       |
|             | di Villa San Giovanni                                 | 1,440 | Svincolo di Villa San Giovanni con l'A2 - Via G. Marconi | 2015-     | Calabria       |
|             | di Bagnara Calabra                                    | 3,690 | Svincolo di Bagnara Calabra dell'A3 - Innesto ex SS 112 | 2015-2018 | Calabria       |
|             | del Porto di Reggio Calabria                          | 1,192 | Svincolo di Reggio Calabria con l'A2 dir - Porto di Reggio Calabria | 2015-     | Calabria       |
|             | By pass del Galluzzo                                  | 4,000 | Rotatoria con via Senese-Rotatoria con via delle Bagnese - Svincolo con RA 3 | 2015-     | Toscana        |
|             | Sarmentana-Sinnica                                    | 14,855 | Innesto con la SS 653 presso svincolo Val Sarmento - Innesto con la SS 653 presso svincolo Noepoli | 2019-     | Basilicata     |
|             | Sarmentana                                            | 5,300 | Innesto con la SS 92 - Innesto con la SS 742 | 2019-     | Basilicata     |
|             | Nerico-Bella Muro                                     | 27,500 | 1° tronco: Innesto con la SS 401 in località Nerico (confine con Regione Campania) - Svincolo di Rapone con la SP 160 - Svincolo di Castelgrande - Muro Lucano (compresa uscita)                                                             | 2019-     | Basilicata     |
| 5,370       | Nerico-Bella Muro                                     | 2° tronco: Innesto con la SS 7 - Innesto con la SS 94 dir                                                                         | | 2019-     | Basilicata     |
|             | Fogliense                                             | 39,300 | Innesto con la SS 423 presso Montecchio di Pesaro - Innesto con la SS 687 presso Lunano | 2019-     | Marche         |
|             | Metaurense                                            | 16,900 | Innesto con la SS 73 bis (km 72+700) presso la rotatoria bivio Borzaga - Innesto con la SS 73 bis (km 49+600) in Comune di Urbania | 2019-     | Marche         |
|             | Sant'Angelo-Montelabbate                              | 13,038 | Fine del centro abitato di Pesaro (c/o rotatoria tra la strada della Fabbrerccia, via Solferino e via S. Martino) - Innesto con la SS 423 nei pressi di Loc. Morciola                                                                        | 2019-     | Marche         |
|             | Sant'Angelo-Montelabbate                              | 0,352 | Innesto con la SS 746 c/o la rotatoria "Molino Ruggeri" - Innesto con la SS 423 c/o rotatoria "Morciola 1" | 2021-     | Marche         |
|             | Fossaltina                                            | 28,560 | Innesto con la SS 647 (km 22+600) - Innesto con la SS 650 (km 38+600) | 2019-     | Molise         |
|             | di Kalene                                             | 9,847 | Innesto con la SS 647 (km 47+900) presso il Bivio di Lupara - Innesto con la SS 87 (km 180+280) presso Zona Artigianale di Casacalenda | 2019-     | Molise         |
|             | Sora-Cassino                                          | 13,400 | Svincolo Atina Inferiore - Svincolo Sant'Elia Fiumerapido | 2019-     | Lazio          |
|             | della Foresta Umbra                                   | 6,400 | Innesto con la SS 89 (km 76+270) presso San Menaio - Innesto con la SS 693 (km 60+400) presso Vico del Gargano | 2019-     | Puglia         |
|             | Fondo Valle del Rivolo                                | 8,150 | Innesto con la SS 711 (km 2+440) - Innesto con la SS 647 (km 18+800) | 2019-     | Molise         |
|             | Tangenziale Ovest di Benevento                        | 5,200 | Innesto con la SS 7 - Innesto con la SS 372 | 2019-     | Campania       |
|             | di Esino                                              | 28,800 | Innesto viale dei Giardini a Perledo - Innesto con la SP 62 e incrocio con via località Galera a Cortenova | 2021-     | Lombardia      |
|             | Parlasco-Bellano                                      | 7,981 | Innesto con la SS 753 a Parlasco - Incrocio con via alle Terme in località Pennaso - Innesto su via XX Settembre a Bellano | 2021-     | Lombardia      |
|             | Gerolese                                              | 13,674 | Incrocio con Strada Bussolino confine comunale di Voghera - Innesto con SS 756 a Sannazzaro de' Burgondi | 2021-     | Lombardia      |
|             | Sannazzaro-Torre Beretti                              | 9,450 | 1° tronco: Innesto SS 755 a Sannazzaro de' Burgondi - Innesto SS 211 (km 40+850) in località Cascina Boragno (Lomello) | 2021-     | Lombardia      |
| 12,780      | Sannazzaro-Torre Beretti                              | 2° tronco: Innesto SS 211 (km 39+850) (centro abitato di Lomello) - Innesto SS 494 (centro abitato di Torre Beretti e Castellaro) | | 2021-     | Lombardia      |
|             | della Val Boglione                                    | 10,345 | Innesto con la SS 456 presso Gianola - Innesto con la SS 30 presso Terzo | 2022-     | Piemonte       |
|             | Masserano-Mongrando                                   | 24,465 | Innesto su rotatoria con la SS 142 e la SP 317 - Innesto con la SS 338 presso Mongrando | 2022-     | Piemonte       |
|             | di Prato Sesia                                        | 4,250 | Innesto su rotatoria con la SS 142 - Innesto con la SS 299 (Km 32+950) | 2022-     | Piemonte       |
|             | Tangenziale Est di Saluzzo                            | 10,345 | Innesto con la SS 589 (Km 59+670) - Innesto con la SS 662 (Km 27+120) | 2022-     | Piemonte       |